# Chuck Wayne

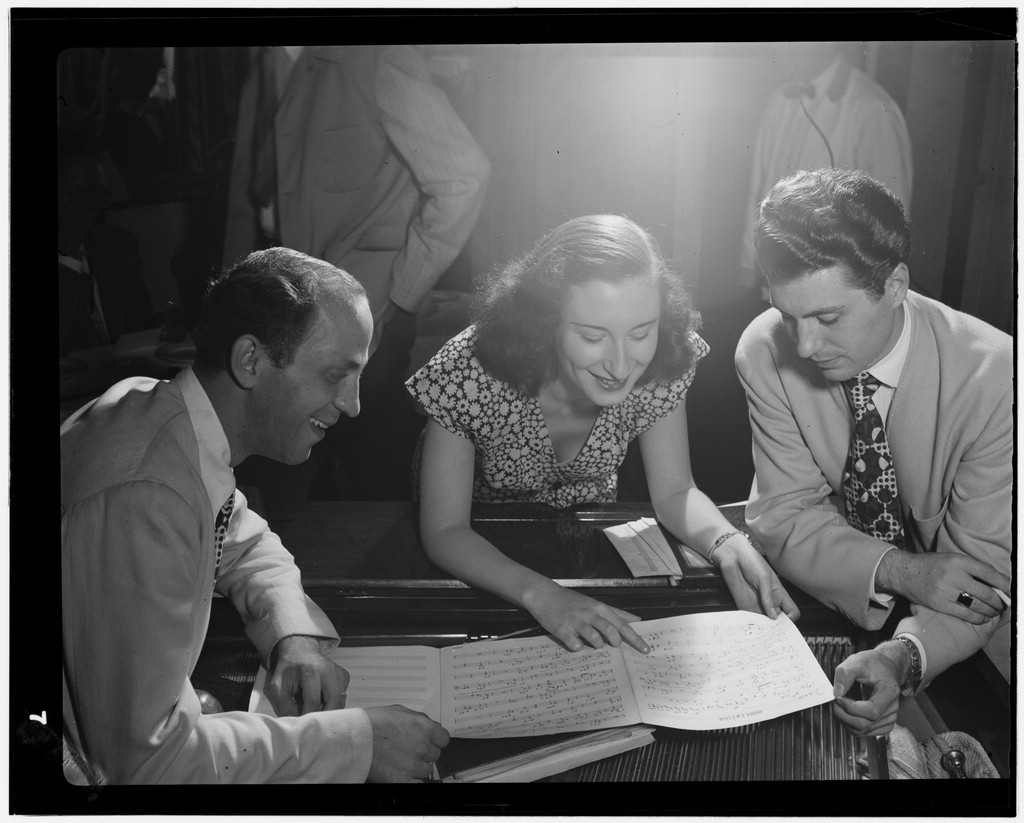
Chuck Wayne (rechts) mit Barbara Carroll (Mitte) und Clyde Lombardi im Downbeat, NYC, ca. September 1947. Fotografie von William P. Gottlieb.

Chuck Wayne (* 27. Februar 1923 in New York City als Charles Jagelka; † 29. Juli 1997 in Jackson, New Jersey) war ein amerikanischer Jazzgitarrist.

## Leben und Wirken
Wayne wurde in den 1940er Jahren bekannt als Mitglied der ersten „Herde“ von Woody Herman 1946 (war 1944 aber auch nach zwei Jahren Militärdienst Mitglied der Band von Joe Marsala im Hickory House), wo er Billy Bauer ersetzte, und als Mitglied des ersten George Shearing Quintetts (1949 bis 1952). Beim Spiel in den Clubs der 52. Street wurde er stark vom Bebop angezogen und war einer der ersten Gitarristen, der sich dieses Stils annahm. 1945 nahm er mit Dizzy Gillespie auf. 1946 erschien sein Debütalbum „The Jazz Guitarist Chuck Wayne“ mit Zoot Sims, Brew Moore, Ed Shaughnessy und George Duvivier (Re-Issue 1954 als „Tasty Pudding“). Ende 1947 begleitete er Lester Young (The Complete Aladdin Recordings). In den 1950er Jahren leitete er in New York eigene Gruppen, begleitete 1964 bis 1957 den Sänger Tony Bennett auf dessen Touren als dessen musikalischer Leiter.

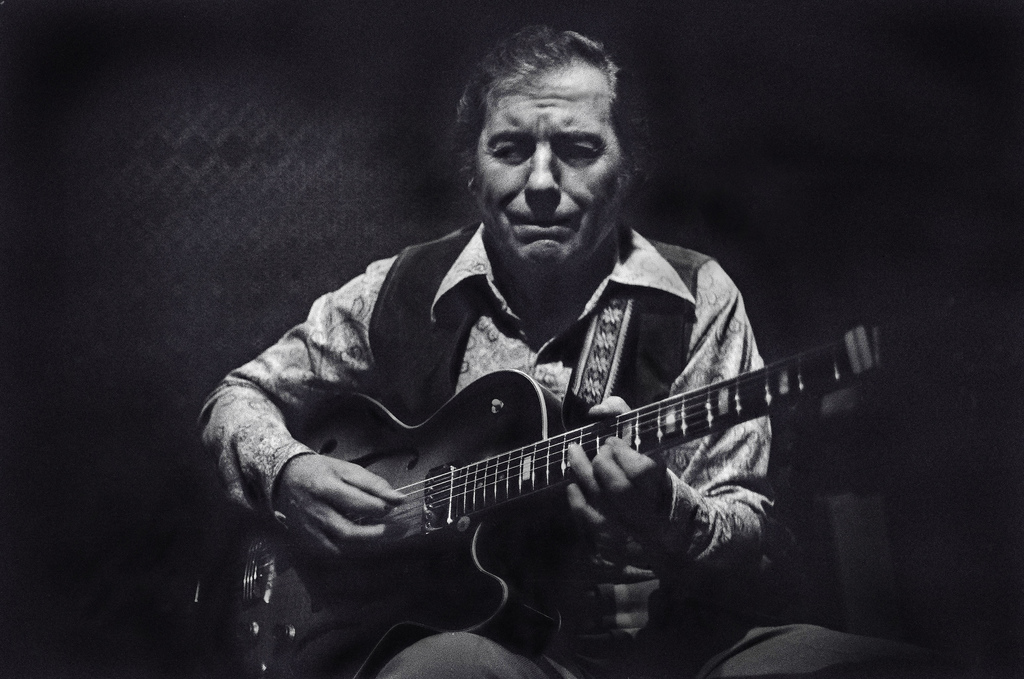
Chuck Wayne (1975)

1958 wirkte er bei dem Gil-Evans-Album New Bottle, Old Wine mit; ab 1959 war er bei CBS als Studiomusiker und er spielte auch viel in Broadway-Shows. In den 1960er Jahren hatte er ein eigenes Trio in New York und begann zu unterrichten. In den 1970er Jahren trat er viel im Duo mit dem Gitarristen Joe Puma auf. 

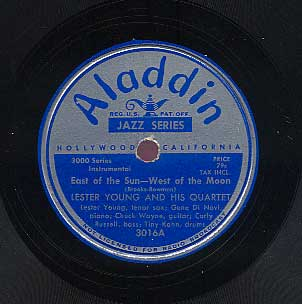
Lester Young: „East of the Sun (and West of the Moon)“, 78er der Aladdin-Session mit Gene DiNovi, Chuck Wayne, Curly Russell und Tiny Kahn vom 29. Dezember 1947

Er spielte auch Banjo (z. B. auf einem Album von 1963), Mandoline, Balalaika (seine Eltern stammten aus der Tschechoslowakei) und trat auch als klassischer Gitarrist auf. Er trat auch als Komponist hervor, zum Beispiel von „Sunny“ (von Miles Davis als „Solar“ unter seinem Namen verwertet), benannt nach Sonny Berman, und war auch der eigentliche Komponist von „Butterfingers“ und „Prospecting“ (Zoot Sims zugeschrieben).